# 蕭麗真
萧丽真，辽朝女诗人，他的里贯家世不详。
萧丽真作为民间女子，她十岁就可以作诗，曾经赋梅影一首：“窗前疑是李夫人，江月多情为返魂，不似丹青旧颜色，十分清瘦怯黄昏”。